# Smakkelaarsveld
Het Smakkelaarsveld is een gebied in Utrecht, ten noordwesten van TivoliVredenburg. Het Smakkelaarsveld wordt binnen het stedenbouwkundig project CU2030 herontwikkeld tot het Smakkelaarspark. Het gebied is van oudsher de toegang tot de historische Binnenstad en een van de drukste fietsroutes van Nederland. Het terrein ligt ingeklemd tussen Hoog Catharijne, het Leidseveer, het spoor en de Catharijnesingel. Op de plek van het Smakkelaarsveld lag tot circa 1970 de Smakkelaarsbrug.

## Geschiedenis
Het gebied is reeds bewoond sinds de 13de/14de eeuw en werd toen Buiten Catharijne genoemd. Ook werden hier schepen gelost die aanlegden in de binnenhaven Leidseveer. In 2017 zijn tijdens werkzaamheden nog resten van middeleeuwse en latere bebouwing terug gevonden. Na de sloop van de Smakkelaarsbrug begin jaren 70 en de bouw van Hoog Catharijne, werd het Smakkelaarsveld aangelegd. De naam is afkomstig van 'smakkelen', een ander woord voor dobbelen: vroeger dobbelden de sjouwers om de lading van de aangemeerde schepen te mogen halen. In de jaren tachtig vond op het Smakkelaarsveld het GUP popfestival plaats en vanaf 2003 het Zinin popfestival.

### Herontwikkeling
Al sinds 2008 waren er plannen om op het veld een nieuwe stadsbibliotheek te bouwen. Deze plannen werden echter in 2014 door de gemeenteraad afgekeurd. De bibliotheek kwam uiteindelijk in het oude postkantoor aan de Neude. Na het afwijzen van de plannen op het Smakkelaarsveld, was het veld lange tijd in gebruik als bouwplaats voor de bouw van het TivoliVredenburg en de vernieuwing van Hoog Catharijne. Vanwege de aanleg van een busbaan werden in 2017 archeologische opgravingen verricht.

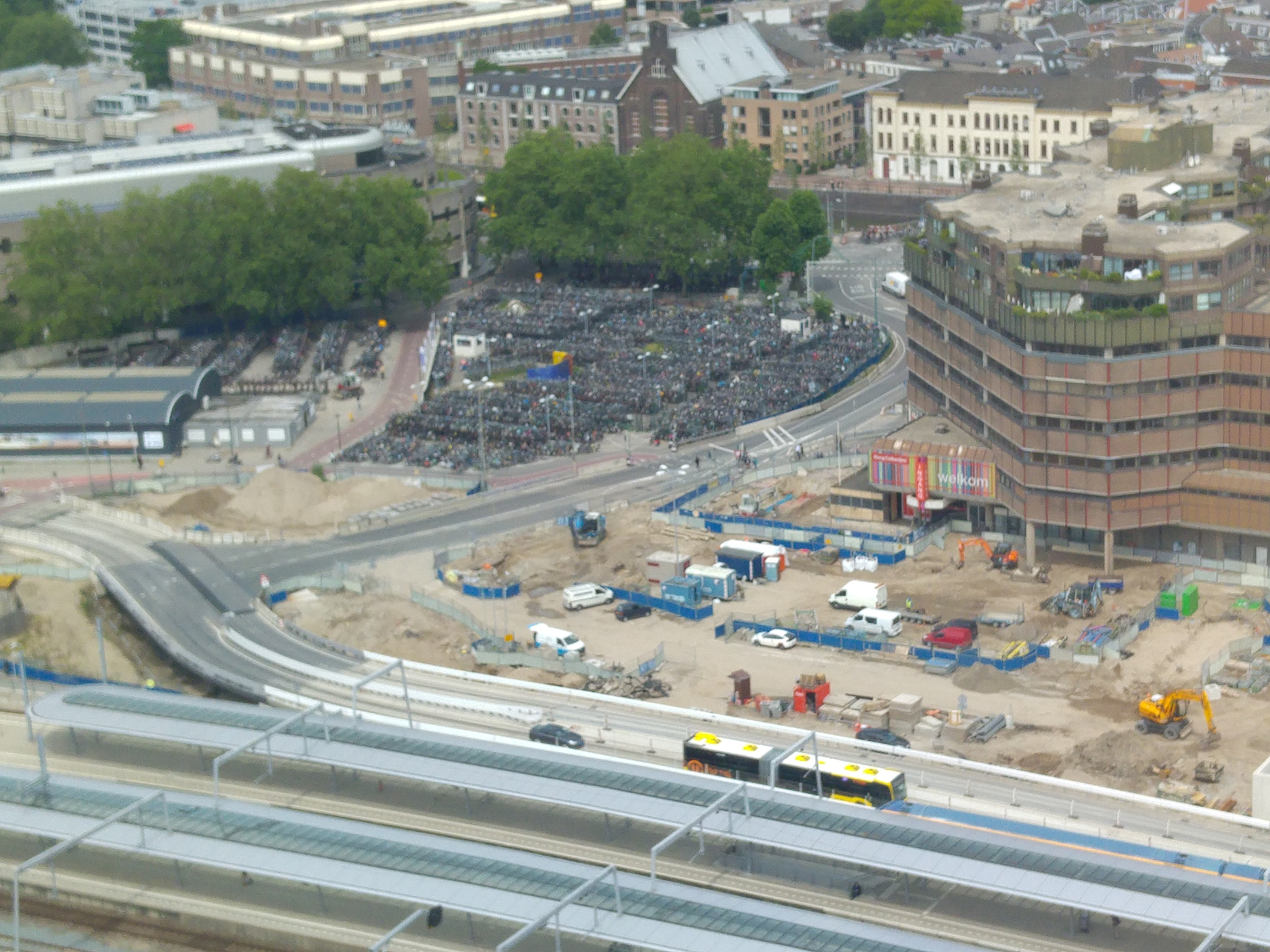
De voormalige fietsenstalling op het Smakkelaarsveld

In juni 2018 werd bekend dat het team bestaande uit Arup, Studioninedots, ZUS en VKZ, onder leiding van ontwikkelaar Lingotto, de tender had gewonnen die het jaar daarvoor was uitgeschreven. Op 7 september 2018 werd het plan voor de ontwikkeling op het Smakkelaarsveld gepresenteerd. Het terrein wordt ontwikkeld tot drie woongebouwen, horeca, een ‘parkkelder’ en groen bebouwing. De partijen willen van het Smakkelaarsveld een ‘oog van de orkaan’ maken, een groen rustpunt in een hectische en dynamische omgeving. De tram- en busbaan zullen worden overbouwd, zodat er een zo groot mogelijk glooiend en oplopend park ontstaat. Onder het park is daardoor ook ruimte voor (fiets)parkeren, een kleine haven en de Parkkelder, dat een wisselend cultureel-maatschappelijk programma zal gaan huisvesten. In het midden van het park is een klein horecapaviljoen met terras.
Ook is er het plan om de Leidse Rijn door te trekken en te verbinden met de Catharijnesingel. Uiteindelijk zullen drie bruggen ervoor zorgen dat het Smakkelaarsveld goed verbonden is met de rest van de omgeving. Binnen de ontwikkeling van het Smakkelaarsveld komen in totaal ongeveer 150 woningen verspreid over 3 woontorens. De beste positionering van deze woontorens is bepaald door middel van computersimulaties, zo ontstaat er zowel een gezond park als gezonde woningen. De gebouwen staan deels op de overbouwde bus- en trambaan. Het dak van een van de gebouwen is openbaar toegankelijk, hierop komt ook een horecagelegenheid. Op 10 juni 2020 werd met de bouw van de eerste fase van het Smakkelaarspark begonnen. De verdere bouw is ten opzichte van de oorspronkelijke planning een aantal jaar uitgesteld en het Smakkelaarspark zal in gedeelten worden opgeleverd, het eerste gedeelte wordt naar verwachting in 2024 opgeleverd.